# Ембиънт
Ембиънт музиката (на английски: Ambient music) е жанр на електронната музика, характеризиращ се с атмосферата и природата.
Корените на ембиънт музиката могат да се проследят около началото на XX век. Силно повлияна е от две течения в изкуството – футуризъм и дадаизъм, основно застъпени съответно в литературата и изобразителното изкуство. Те са характерни с това, че отхвърлят наложените стилове на изразяване и конвенциалността в изкуството.
Ембиънт музиката се определя по-скоро като фон, на който да бъдат извършвани различни дейности, отколкото тя самата да е на фокус (Erick Satie’s Musique d’ameublement – furniture music).
Най-силно този стил музика е развит от Брайън Ино през 70-те години на XX век. Постепенно тази музика става по-комплексна, започва използването на повече инструменти. Звуковото разнообразие се разширява дотолкова, че се отделят различни подстилове, характеризиращи по-точно произведенията на изпълнителите на атмосферна музика.
По-известни съвременни изпълнители, в чието творчество може да се чуе ембиънт са: Клинт Мансел, Ентеогеник, Atoms For Peace, Крейг Армстронг, Жан-Мишел Жар, Ера, Сигур Рос, Моби, Енигма, Jean Ven Robert Hal, David Arkenstone, Chicane, Dead Can Dance, Klaus Schulze, Nest както и редица други.